# Jack Fisk (personnage)
Pour les articles homonymes, voir Jack Fisk (homonymie) et Fisk.
Jack Fisk est un personnage de la série télévisée Battlestar Galactica, interprété par Graham Beckel.
Jack Fisk, dont le matricule est 245A-34DC, était colonel à bord du Battlestar Pegasus et commandant en second sur le vaisseau, servant sous le commandement de l'amiral Cain. Il est révélé dans la série lors de la découverte inattendue du Pegasus par le Galactica. L'équipage de ce dernier croyait alors ce vaisseau anéanti à la suite de la destruction des Douze Colonies par les cylons. Même s'il exécute tous les ordres de son supérieur, sans toutefois tous les approuver, on découvre rapidement qu'il la craint beaucoup. 
Les équipages du Galactica et du Pegasus travaillant désormais de pair, Fisk se lie d'amitié avec son homologue du Galactica, le colonel Tigh. Autour de quelques verres, il lui raconte que l'amiral Cain a tué de sang froid son précédent commandant en second parce qu'il avait osé défier un de ses ordres. Gêné par cet aveu délicat, il finit par lui dire que ce n'était qu'une blague, même si des rumeurs sur les méthodes suspectes de Cain sont déjà répandues au sein de la flotte. Cependant, dans des conversations ultérieures, Fisk lui révèle que lors du génocide perpétré par les cylons, Cain avait décidé de ne sélectionner que les meilleurs éléments des vaisseaux civils pour rejoindre le Pegasus tout en délaissant les autres, alors sans aucune défense face aux cylons, et avait même menacé de tuer les familles de ceux qui refuseraient de rejoindre l'équipage, tâche à laquelle Fisk a dû se plier, à son grand regret.
L'amiral Cain est convaincue que le commandant Adama n'est ni compétent ni digne de confiance pour commander le Galactica. Ainsi, lors d'une mission visant à détruire le Vaisseau de Résurrection Cylon, elle ordonne à Fisk d'emmener une équipe de Marines avec lui dans le centre de contrôle et d'assassiner Adama une fois la mission contre les cylons accomplie. Celle-ci ignore toutefois qu'Adama a, de son côté, confié à Kara « Starbuck » Thrace, qui a gagné la confiance de Cain, la mission de la tuer d'une balle dans la tête. Toutefois, à la dernière minute, Cain et Adama annulent tous deux leurs plans. Fisk, alors extrêmement soulagé, éclate de rire.
Plus tard, Fisk rend visite au lieutenant Agathon et au premier maître Tyrol dans le Pegasus, emprisonnés, accusés de trahison et condamnés à mort par l'amiral Cain pour avoir accidentellement tué le lieutenant Thorne alors que celui s'apprêtait à violer une copie du  modèle cylon Numéro Huit, connu sous le nom de Sharon. Il interrompt la torture que leur infligeait deux membres de l'équipage mais leur dit qu'il avait beaucoup de respect pour le lieutenant Thorne, à qui il devait sa vie, comme beaucoup d'autres personnes du Pegasus. Il répond aux accusations des deux prisonniers en excusant l'acte de Thorne, estimant qu'on ne peut pas violer une machine. Toutefois, après que Cain ait été tuée par Gina, Fisk relâche Agathon et Tyrol, à la suite de l'ordre conjoint de la présidente Roslin et d'Adama, alors promu amiral.
Fisk est alors promu au rang de commandant du Pegasus. Toutefois, cela ne dure pas longtemps. En effet, Fisk est l'un des acteurs centraux du marché noir organisé sur la flotte. Devant des comptes au patron de ce marché, Phalen, celui-ci le fait exécuter. Il est retrouvé étranglé dans ses quartiers.